# Chien de prairie
Cynomys
Genre
Les chiens de prairie (Cynomys) forment un genre de rongeurs qui comprend cinq espèces.
Les espèces de ce genre tirent leur nom de leur habitat principal, les prairies, et du fait que leur cri s’apparente à l’aboiement du chien.

## Description
Ils ressemblent aux marmottes européennes, en plus petit.

## Nourriture
Les chiens de prairie se nourrissent d'herbe et de graines qu'ils trouvent dans la prairie. Ils en consomment beaucoup plus avant l'hiver, afin de constituer des réserves de graisse. Ils se nourrissent également de fruits épineux et d'insectes tels que les chenilles[réf. souhaitée]. Ils mesurent 30 à 40 cm de long pour un poids d'environ 500 grammes à 1 kg.

## Comportement
Les individus d'une même colonie sont capables de communiquer en rampant, avec une agitation de leur queue, en se reniflant et en poussant des cris aigus semblables aux aboiements des chiens pour avertir les autres d'un danger ou donner la position d'un prédateur. Ils disposent ainsi d'un véritable système de surveillance : postés sur des monticules qu'ils construisent eux-mêmes, ils montent la garde et avertissent du danger par des cris spécifiques au danger en question. 
Les chiens de prairie vivent en famille ; les jeunes mâles devenus adultes sont vite chassés par le père pour aller créer leur propre foyer. Ils sont capables de cohabiter avec d'autres animaux vivant dans le même habitat (écureuils, chouettes...), par exemple l’Écureuil terrestre Urocitellus elegans qui peut partager son terrier. En cas de danger, le chien de prairie peut également utiliser le terrier d'autres familles comme refuge. 
Toutefois, cette cohabitation a des limites : chaque groupe a tendance à protéger son terrier face à d'autres animaux et d'autres chiens de prairie, n'hésitant pas à les mordre et à pousser des hurlements pour provoquer la fuite de l'adversaire[réf. souhaitée].
De plus une étude récente a montré que face à une espèce concurrente comme les Écureuils terrestres (qui semblent occuper exactement la même niche écologique) ils pouvaient aller jusqu'à tuer, non pas pour en faire une source de nourriture mais pour éviter toute source de compétition. Il a ainsi été démontré que le chien de prairie à queue blanche (Cynomys leucurus) était capable de tuer un ou deux Écureuils terrestres (Urocitellus elegans) par an en situation de concurrence ; la proie est tuée et un peu mastiquée, puis abandonnée aux charognards. Dans une situation où les écureuils sont abondants, on a même pu remarquer que plus une femelle chien de prairie tue d'écureuils sur son territoire et plus sa progéniture est nombreuse.

## Répartition et habitat
Les chiens de prairie vivent dans plusieurs régions d'Amérique du Nord. Au Mexique, on les rencontre dans les États du nord (Sonora, Coahuila, Nuevo León, Zacatecas et San Luis Potosí). Aux États-Unis, ils vivent à l'ouest du fleuve Mississippi, en particulier dans la prairie.
En hiver, ils vivent dans un terrier en groupe. En retournant la terre et en déféquant, les chiens de prairie participent à la bonne qualité des sols. L'herbe qui se trouve à côté de leurs « villes » pousse plus rapidement et est plus chargée en nutriments que d'habitude, du fait de leur travail sur le sol. Il se servent de leurs cinq longues griffes pour creuser et de leur museau pour battre la terre. Ils garnissent leur terrier d'herbe et de poil de bison avant l'hiver [réf. souhaitée]. Ils n'hibernent pas, mais hivernent et perdent généralement un quart de leur masse graisseuse pendant cette période.

## Liste des espèces
Selon Mammal Species of the World (version 3, 2005)  (2 juin 2016) et ITIS (2 juin 2016) :
- Sous-genre Cynomys (Cynomys) Rafinesque, 1817
  - Cynomys ludovicianus (Ord, 1815) — Chien de prairie à queue noire, très répandu et élevé en captivité.
  - Cynomys mexicanus Merriam, 1892 — Chien de prairie du Mexique[5]
- Sous-genre Cynomys (Leucocrossuromys) Hollister, 1916 
  - Cynomys gunnisoni (Baird, 1855) — Chien de prairie du Colorado.
  - Cynomys leucurus (en) Merriam, 1890 — Chien de prairie à queue blanche.
  - Cynomys parvidens J. A. Allen, 1905 — Chien de prairie de l'Utah.

## Histoire
Leur origine remonte à l'éocène (il y a environ 52 millions d'années). Au début du XXe siècle 98 % de la population a disparu par extermination (ils sont considérés comme nuisibles). En 100 ans environ, le nombre d'individus passe de 800 millions à seulement 2 millions[réf. nécessaire]. Plus récemment, des chercheurs se sont rendu compte que les herbes des prairies où étaient présents ces animaux étaient plus riches en minéraux et permettaient au bétail d'être mieux alimenté, car le rongeur retourne la terre en creusant des terriers.
Entre-temps la domestication a été possible, mais de 2003 à 2008 leur commerce a été interdit aux États-Unis, à la suite d'une épidémie de monkeypox,.
Dans le droit français, leur détention nécessite un certificat de capacité car ils sont considérés comme étant des animaux sauvages maintenus en captivité.
En Belgique, le Chien de prairie à queue noire (Cynomys ludovicianus) peut être détenu en tant qu'animal domestique.

## Prédateurs
[réf. souhaitée]
- coyote
- aigle royal
- blaireau américain
- putois
- renard
- crotale
- homme